# Zdunowo (województwo mazowieckie)
Zdunowo – wieś sołecka w Polsce położona w województwie mazowieckim, w powiecie płońskim, w gminie Załuski.
Prywatna wieś szlachecka położona była w drugiej połowie XVI wieku w powiecie zakroczymskim ziemi zakroczymskiej województwa mazowieckiego. W latach 1975–1998 miejscowość należała administracyjnie do województwa ciechanowskiego.

## Inne informacje
Z tej miejscowości pochodził Antoni Kolczyński − bokser, mistrz Europy (Dublin 1939).